# 福船

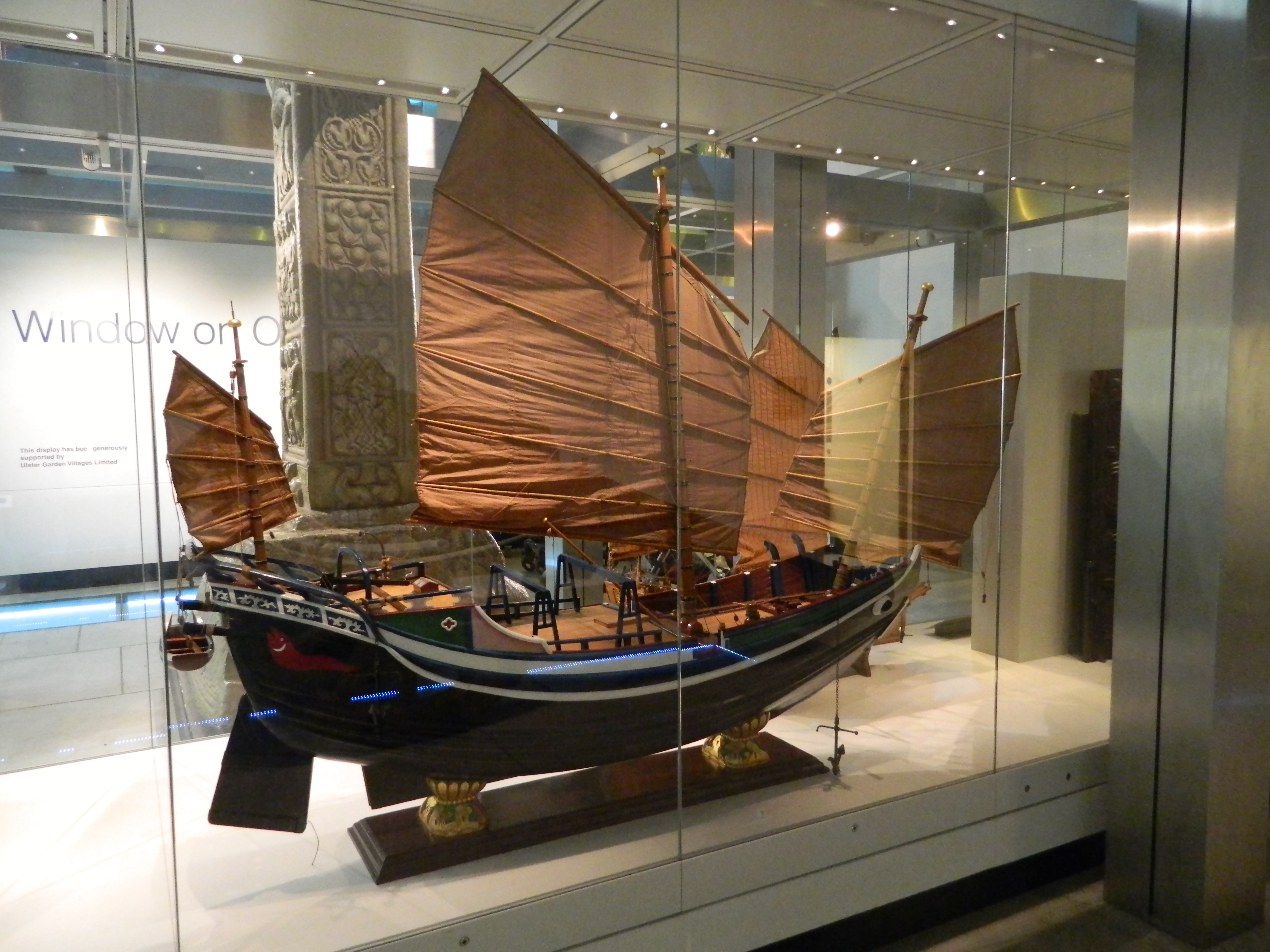
一種小型福船。

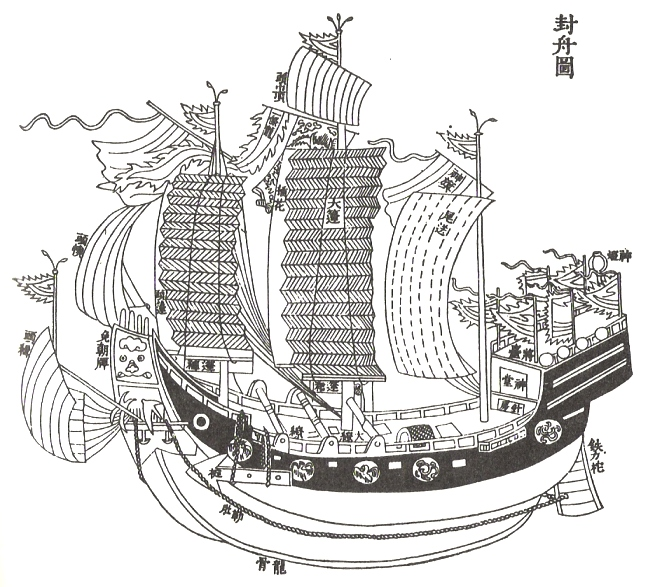
一艘明代福船。

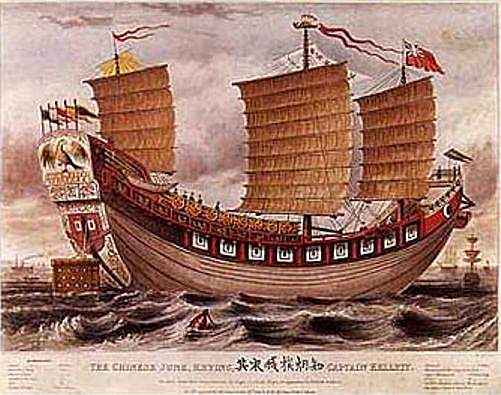
十九世紀的著名福船耆英號，曾经由香港遠洋至好望角、纽约、波士頓及英国等地。

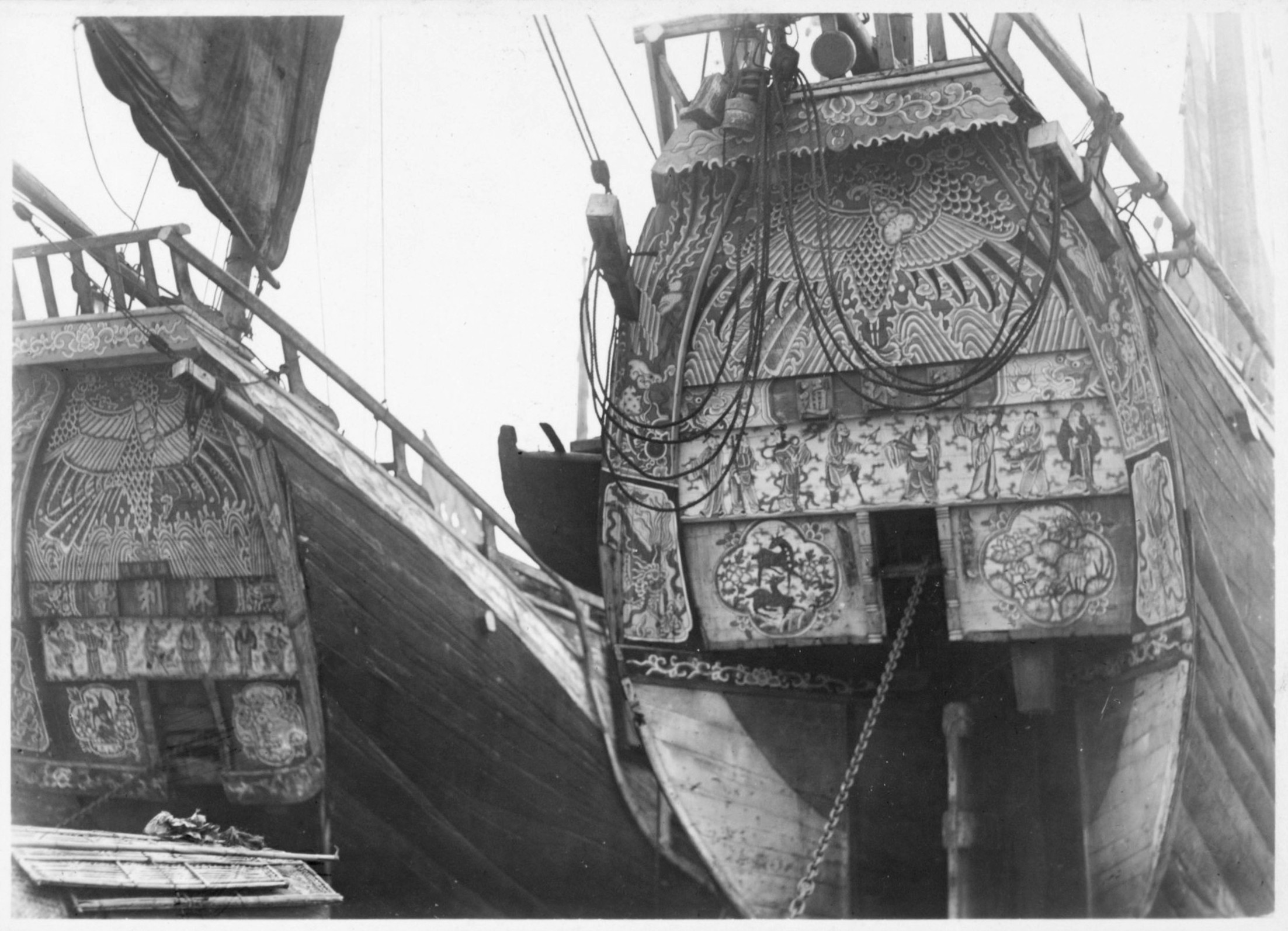
福船尾部的装饰

福船，又稱福建船、白艚，是中國古帆船的一種。

## 歷史文獻记载
宋元時期中國出現了單龍骨的尖底船，根據《宣和奉使高麗圖經》所記載，宋代的海船「上平如衡，下側如刀，貴其可以破浪而行。」這種船型多為福船。
明嘉靖年間胡宗憲所著的《籌海圖編》，有對福船的描述，有「高大如樓，其底尖， 其上闊，其首昂而口」、「矢石火炮皆俯瞰而發」、「敵舟小者相遇，即犁 沉之」、「而敵又難於仰攻」、「誠海戰之利器也」、「能行於順風順潮回翔」、「不便亦不能逼岸而 泊，須假哨船接渡而後可。」及「北洋有滾塗浪，福船、蒼山船底尖，最畏此浪」等語，對其優缺點一一著墨。
明嘉靖年間戚繼光所著的《紀效新書》，描述福船「高大如城，吃水一丈一二尺」、「福船城風下壓，如車輾螳螂，鬥船力而不鬥人力，是以每每取勝」、「惟利大洋，不然多膠於淺」、「非人力可驅， 全仗風勢」和「無風不可使」等優缺點。若賊舟沿淺而行則福舟惟無用矣，故又有海滄船之設。戚繼光在閩浙沿海組建了一支對抗倭寇的艦隊，此艦隊主要採用福船。船上裝備大發貢、碗口銃、鳥嘴銃、噴筒等大小火器。福建船可分六號。一號二號俱名福船，勢力雄大，便於沖犁。三號哨船，又稱草撇船；四號冬船，又稱海滄船。哨船與冬船比福船小，便於攻戰追擊，海滄船吃水七、八尺，風小亦可動。五號鳥船，六號快船，鳥船與快船又稱開浪船，開浪船又更小，吃水三、四尺，容納三十～五十人，便於哨探。
明萬曆乙未刊本謝杰所著的《虔臺倭纂》，有「高大如樓，底尖上闊」、「矢石火炮皆向下而發」、「乘風衝犁如車輾」、「敵舟遇之，隨犁隨沉，又不能仰攻」、「真海戰之利器」、「能破大浪」、「惟利大洋深處」、「底尖，畏滾塗浪」等描述。
明崇禎刻本何汝賓所著的《兵錄》，則有「高大如樓，底平深大」、「曠海深洋，回翔 穩便」和「斗頭高闊，裕于衝犁」等描述。

## 航海性能
從現代船舶机械工程学對福船的研究，可得知其航海性能。以接近一般帆船的速率來看，若是能提供 5kW 的功率，福船可達 4.7 節的速率。關於扶正力臂曲線對於船隻穩定性的影響，福船穩定範圍甚大，能在天候險惡的海域航行，是理想的航運船隻船型。福船稜塊係數最小，狀似圓型，使其穩度消失角極大。普通福船的穩度消失角為123°，為沙船的兩倍，表示其能承受極大的橫傾角，在海上有良好的運動性，遇上大風浪也不會輕易翻覆，適合遠洋航海。從穩度安全域的表現來看，福船的穩度安全性佳，遇到大浪時，福船式的船有較大機會存活。